# Aleksandra Przesław
Aleksandra Gałczyńska (z domu Przesław) (ur. 19 kwietnia 1994 w Wysokiem Mazowieckiem) – polska aktorka filmowa, teatralna i telewizyjna.

## Życiorys
Uczęszczała do Publicznego Gimnazjum nr. 6 w Łomży, gdzie należała do Koła Teatralnego Publicznego Gimnazjum nr 6. W 2010 roku razem z koleżankami z PG6 i Teatru Aktywnego MDK-DŚT przygotowywała przedstawienie „Szafa”, w którym była reżyserką i scenarzystką. Jest absolwentką klasy o profilu biologiczno-chemicznym (2013) w I Liceum Ogólnokształcącym im. Tadeusza Kościuszki w Łomży. Brała udział w szkolnym czarnym teatrze Maskarni, miała także własną grupę teatralną Tadamm!, istniejąca w ramach Łomżyńskiej Grupy PaT (Profilaktyka a Teatr). Podczas nauki w gimnazjum i liceum brała udział w konkursach recytatorskich i teatralnych, w których odnosiła sukcesy. W 2011 roku została wyróżniona oraz zdobyła nagrodę publiczności w konkursie recytatorskim „Co nie jest wymówione zmierza do nieistnienia” zorganizowanym przez Miejską Bibliotekę Publiczną w Łomży. W 2012 roku zajęła drugie miejsce i wygrała nagrodę publiczności w konkursie recytatorskim poezji Bolesława Leśmiana „Szczęśliwy, kto kocha rymowane słowa!” zorganizowanym przez Miejską Bibliotekę Publiczną w Łomży. W 2013 roku wygrała miejskie eliminacje konkursu w MDK-DŚT, gdzie otrzymała wyróżnienie w kategorii „Wywiedzione ze słowa” oraz zakwalifikowała się do eliminacji wojewódzkich 58. Ogólnopolskiego Konkursu Recytatorskiego. W 2018 roku ukończyła studia na Wydziale Aktorskim PWSFTiT w Łodzi. Największą popularność przyniosła jej rola królowej Adelajdy Heskiej w serialu historycznym Korona królów. W latach 2022–2023 była aktorką Teatru Miejskiego w Gliwicach. W 2023 roku dołączyła do kadry instruktorskiej Studia Teatralnego Kadr.

## Filmografia
- 2017: Soyer jako lekarka
- 2017: Na sygnale jako Karolina (odc. 171)
- 2018–2019: Korona królów jako królowa Adelajda Heska
- 2021: Zakładnicy (spektakl telewizyjny) – Iza Krężel
- 2021: Tajemnica zawodowa jako pielęgniarka (odc. 3)
- 2021: Receptura jako Ada
- 2021: Der masuren krimi jako Aurelia, pielęgniarka w domu opieki
- 2022: Na dobre i na złe jako Becia (odc. 835)
- 2022: Komisarz Alex jako Kasia Kłos, recepcjonistka w klinice Bandurskich (odc.209)
- 2022: Dzień i noc jako Bielakowa
- 2023: Strachy jako Angela Nowacka (odc. 1)
- 2023: Miłość do kwadratu bez granic jako kobieta w ciąży w sklepie
- 2023: Feblik jako Kasiula
- 2023: Światłoczuła jako niemiecka agentka nieruchomości
- 2024: Profilerka jako Danuta Zembalska
- 2025: Sprawiedliwi. Trójmiasto jako Alicja Lipiec[7]

Etiudy szkolne:
- 2015: Tadeusz
- 2015: 10:15 na pogrzeb
- 2016: Zbliżenie
- 2016: Uzurpator – pielęgniarka
- 2016: Szczęśliwi ludzie
- 2017: Szopka
- 2021: Midnight
- 2023: Ilunga – Hania
- 2023: Herstory – pielęgniarka Ewa
- 2024: Stado – Maja
- 2024: Comme des cowboys – trenerka Lilianna

## Teatr
- 2015: Wieczór Tischnerowski – Józef Tischner, reż. Marcina Brzozowskiego, Centrum Kultury Niezależnej Teatr Szwalnia, Łódź[8]
- 2015: Derby. Białoczerwoni – Artur Grabowski, reż. Tomasza Rodowicza, Teatr CHOREA, Łódź
- 2016: Diabeł, który... – John Osborne, reż. Mariusza Grzegorzka, Teatr studyjny PWSFTviT, Łódź, rola: Pani Prosser[9]
- 2016: Filozofia po góralsku – Józef Tischner, reż. Marcina Brzozowskiego, Centrum Kultury Niezależnej Teatr Szwalnia, Łódź
- 2017: Lovecraft – Robert Bolesto, reż. Łukasza Kosa, Teatr studyjny PWSFTviT, Łódź; role: Sonia, Zdarta Żywcem Skóra z Lovecrafta, Ministrant Paweł, Chora na wózku
- 2017: Opowieść o zwyczajnym szaleństwie – Petr Zelenka, reż. Grzegorza Chrapkiewicza, Teatr Dramatyczny im. Aleksandra Węgierki, Białystok; role: Anna, Ewa (manekin)
- 2019: Kurs, reż. Sary Bustamante-Drozdek, Scena Robocza, Poznań[10]
- 2020: Przyjemna rozpacz, spektakl online, reż. A. De la Cruz
- 2020: Korpostory, reż. A. de la Cruz, Teatr XL
- 2022: Spin Doktor – Beau Willimon, reż. Grzegorza Krawczyka, Teatr Miejski w Gliwicach; rola: Ada[11]
- 2022: Wieczór Kawalerski, reż. Giovanni Castellanos, Teatr Miejski w Gliwicach, rola: Judy[12]
- 2022: Opowieść wigilijna – Charles Dickens, reż. Jerzego Jana Połońskiego, Teatr Miejski w Gliwicach
- 2022: Wszystko w rodzinie, reż. A. Nejman, Teatr Miejski w Gliwicach, rola: Pielęgniarka
- 2022: Dzieci z Bullerbyn, reż. Jan Jerzy Połoński, Teatr Miejski w Gliwicach, rola: Brita
- 2023: Mity albo jak zostałem Herkulesem, reż. Bartłomieja Błaszczyńskiego, Teatr Miejski w Gliwicach
- 2023: Feblik – Małgorzata Maciejowska, reż. Lecha Mackiewicza, Teatr Miejski w Gliwicach
- 2023: Przygody Tomka Sawyera, reż. K. Materna, Teatr Miejski w Gliwicach, rola: Amy Lawrence